# Cmentarz Boża Męka w Toruniu
Cmentarz Boża Męka w Toruniu (również Cmentarz przy Bożej Męce) – nieistniejący cmentarz w Mokrem w Toruniu, zlokalizowany w rozwidleniu dróg wiodących wówczas do Wielkiego i Małego Mokrego. Miał kształt trójkąta. Mieścił się na terenie rozpoczynającym się obecnie od skrzyżowania ulic Stanisława Staszica i Stefana Czarneckiego do skrzyżowania ulic Grudziądzkiej i Jagiellońskiej.

## Historia
Cmentarz powstał we wsi Mokre, przyłączonej w 1906 roku do Torunia. Wcześniej w okolicach Bożej Męki mieścił się inny cmentarz, gdzie chowano żołnierzy rosyjskich. Zastąpił on cmentarz św. Wawrzyńca. Na początku 1811 roku mieszkańcy wsi zwrócili się do Magistratu z prośbą o założenie nowego cmentarza, odrębnego i przeznaczonego wyłącznie dla mieszkańców Mokrego wyznania katolickiego. Pismo oficjalnie wystosował sołtys Michał Białkowski 18 lutego 1811 roku. W marcu 1811 roku kapituła chełmińska wydała zgodę na założenie cmentarza. Magistrat wydał grunt 30 marca 1811 roku, w obecności pięciu mieszkańców Mokrego. Założono, że cmentarz powstanie wyłącznie ze środków gminy Mokre, jak i będzie przez nią utrzymywany i ochraniany. Cmentarz nie został podporządkowany żadnemu z kościołów, formalnie przybierając status podobny do cmentarza komunalnego. Wbrew prośbę mieszkańców z początku 1811 roku, na cmentarzu chowano mieszkańców wyznania katolickiego (dla parafian św. Wawrzyńca) i ewangelickiego (dla członków gminy św. Jerzego z terenu Mokrego). Cmentarz poświęcił 2 maja 1811 roku ksiądz Fabian Fox z parafii św. Wawrzyńca.
Pierwsi zmarli zostali pochowano 1 lipca 1811 roku. Przez pierwsze lata nie był ogrodzony. Na początku XIX wieku stwierdzono zły stan cmentarza. Podkreślano, że w wyniku zbudowania obiektu na terenie podmokłym źle wpływa na zdrowie okolicznych mieszkańców. Cmentarz służył do lat 80. XIX wieku. W 1923 roku został zlikwidowany w wyniku zapełnienia i negatywnego wpływu na zdrowie.
Na cmentarzu mieściła się figura „Bożej Męki”, która zgodnie z opinią sołtysa Michała Białkowskiego została umieszczona w części katolickiej cmentarza. Stała ona do lat 70. XX wieku.
Do czasów współczesnych nie zachowały się żadne pamiątki po cmentarzu. Przy ul. Staszica postawiono tablicę informacyjną, upamiętniającą dawny cmentarz.